# Клочки (Закарпатская область)
Клочки (укр. Клочки) — село в Кольчинской поселковой общине Мукачевского района Закарпатской области Украины.
Население по переписи 2001 года составляло 300 человек. Почтовый индекс — 89644. Телефонный код — 3131. Занимает площадь 1,021 км². Код КОАТУУ — 2122781402.